# Дмитриев, Василий Поликарпович
Васи́лий Полика́рпович Дми́триев (4 марта 1901 год, Козельск, Калужская губерния, Российская империя — 26 сентября 1967, Тула) — советский военачальник, гвардии генерал-майор артиллерии (13 мая 1942 г.). Участник Гражданской войны (красноармеец), последующих военных действий по защите СССР, Великой Отечественной войны. Член ВКП(б) — КПСС (с 1938) года .

## Довоенная биография
Василий Поликарпович Дмитриев родился 4 марта 1901 года в городе Козельске в семье рабочего; русский. 8 марта1919 года был призван в ряды РККА. Окончил Саратовские артиллерийские курсы комсостава (1920), артиллерийские КУКС РККА в г. Детское Село (1928), командный факультет Артиллерийской академии РККА им. Ф. Э. Дзержинского (1939). 
Проявил себя в ходе боёв на Халхин-Голе. За образцовое выполнение заданий командования при разгроме японских войск был награждён орденом Красной Звезды. К началу Второй мировой войны от командира батареи дослужился до командующего артиллерией армии.

## Участие вВеликой Отечественной войне
С 22 июня 1941 года полковник В. Дмитриев — командующий артиллерией 51-й армии. В мае 1942 года получил звание генерал-майора артиллерии.
Участвовал в Сталинградской битве. С первых чисел августа 1942 г. Дмитриев возглавил группу АДД из тяжёлых полков, которые он сумел отвести от Дона частично сохранив материальную часть. Из этих частей была создана Сталинградская тяжёлая артиллерийская дивизия, которая в дальнейшем сыграла важную роль в обороне Сталинграда, поддерживая 62 и 64 армии. В дальнейшем командир 19-й гвардейской Сталинградской тяжёлой артиллерийской дивизии, заместитель командующего 65 армией по артиллерии, командующий артиллерией 70-й армии.
Согласно наградному листу под руководством Дмитриева дивизией уничтожено 45 батарей разных калибров, 34 батальонана живой силы, подбито 57 танков, разрушено 240 ДЗОТов, сбито 5 самолётов, подавлен огонь до 200 батарей, рассеяно и частично уничтожено живой силы до 64 полков, до 300 танков, отбиты артиллерийским огнём десятки немецких атак. В дивизии до 700 человек получило государственные награды. За участие в Сталинградской битве Дмитриев был представлен к ордену Красного Знамени.
Участвовал в битве на Курской дуге, освобождении Варшавы, взятии Берлина.

## Послевоенная карьера
После войны продолжил службу в армии.
С 1945 года по 1949 год — начальник военного факультета Харьковского горно-индустриального института угольной промышленности СССР;
с 1949 по 1952 годы — заместитель командира артиллерийской дивизии;
с 1952 по 1955 годы — командир 6-й гвардейской ударной артиллерийской дивизии;
с 1955 по 1961 годы — начальник военного факультета Тульского механического института.
В 1961 году генерал-майор артиллерии ушёл в отставку. После отставки жил в городе-герое Туле.
Василий Поликарпович Дмитриев умер 26 сентября 1967 года. Похоронен в Туле.

## Семья
Его первая жена Эдита Яковлевна Якобсон, с которой он расстался после того, как встретил вторую жену. Вторая жена — Лидия Григорьевна, преподаватель вуза.
Сыновья — Владимир (1943—1998), Игорь (1947—1981).

## Награды
- ордена Ленина; (21.02.1945[6])
- три ордена Красного Знамени; (07.08.1943 [7]; 03.11.1944[6]; 1949[6])
- орден Суворова 2 степени; (23.08.1944)
- орден Богдана Хмельницкого 2 степени; (Указ Президиума ВС СССР от 10.04.1945 № 221/96)
- орден Отечественной войны 1 степени; (28.09.1943)
- орден Красной Звезды; (01.11.1939)
- Знак «Участнику боёв у Халхин-Гола»
- медали.